# Kienzle Apparate
Die Kienzle Apparate GmbH Villingen war ein deutsches Industrieunternehmen, das durch seine technischen Instrumente für den Automobilbereich (v. a. Tachographen, Taxameter) sowie für Büromaschinen und Computersysteme bekannt war. Das Familienunternehmen wurde in den 1980er Jahren zuerst von Mannesmann, nach deren Übernahme durch Vodafone dann als Bestandteil von Atecs von Siemens übernommen. Seit 2007 gehört das Unternehmen zur Continental AG. Am Standort Villingen-Schwenningen ist das Werk heute weiterhin größter industrieller Arbeitgeber der Stadt.

## Gründerjahre

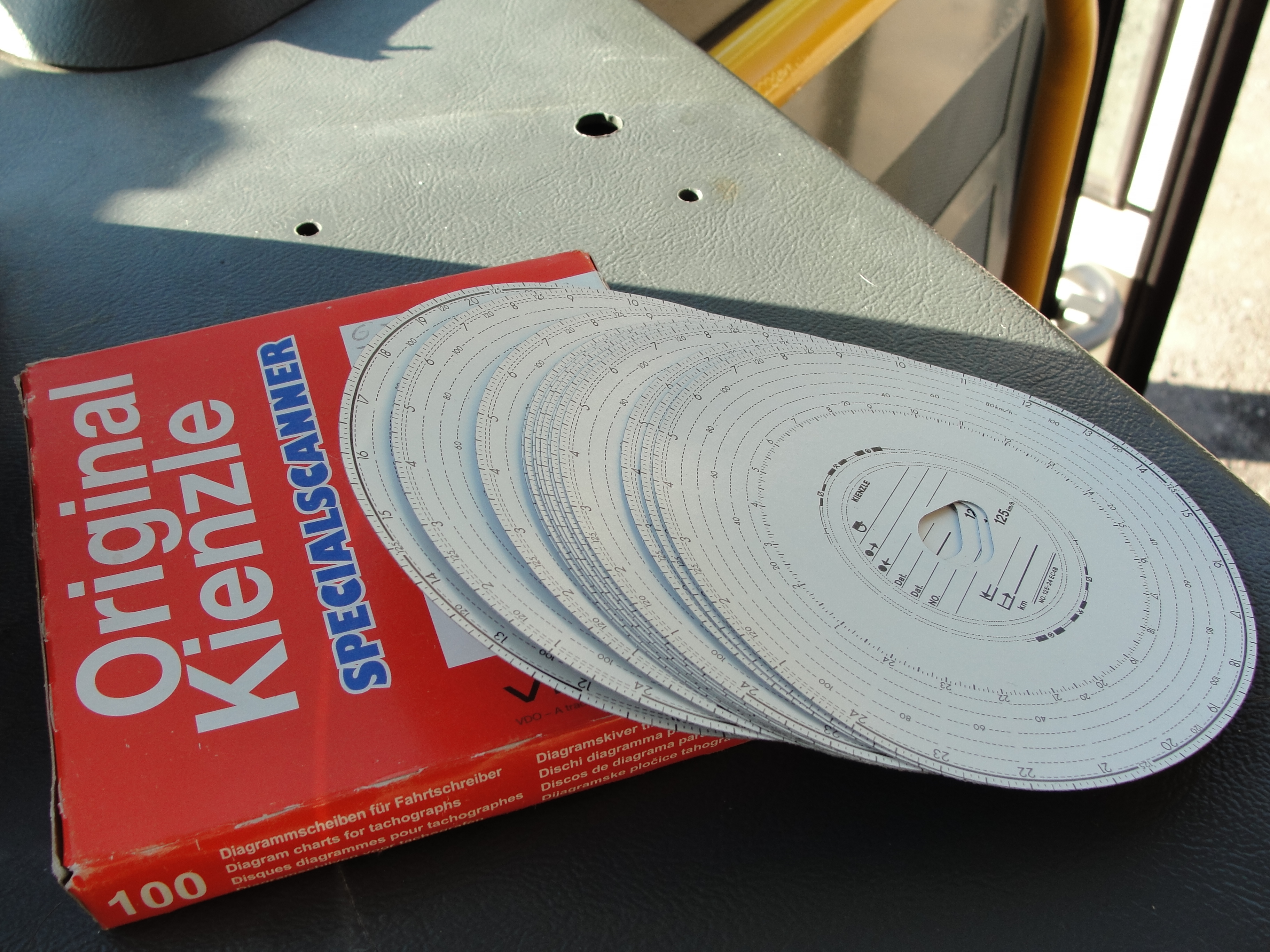
Kienzle-Tachoscheiben

Entstanden war die Kienzle Apparate GmbH Villingen 1928/29 als Tochterunternehmen der Kienzle Uhrenfabriken Schwenningen. Den Kern des neuen Unternehmens bildeten Betrieb, Personal, Know-how und Produkte des Unternehmens C. Werner, einer Villinger Uhrenfabrik, die 1913 von Kienzle übernommen worden war. C. Werner hatte seit 1905 eigene Taxameter der Marke Argo entwickelt und verkauft. Dieses Geschäft wurde von den Kienzle Uhrenfabriken weitergeführt und war Ausgangspunkt für weitere Entwicklungen von Kontroll- und Messinstrumenten für Betriebe und Automobile. Wichtigste Erfindung war hier der Fahrtenschreiber (Tachograph), der über Jahrzehnte einen wichtigen Teil des Kienzle-Geschäfts ausmachte.
Gründer war Herbert Kienzle, einer der Söhne von Jakob Kienzle, der die Uhrenfabriken in Schwenningen aufgebaut hatte. In den Anfangsjahren war das Unternehmen eigentumsrechtlich mit weiteren Mitgliedern der Familie Kienzle verbunden, ab 1934/35 wurden aber alle Anteile an den Familienzweig Dr. Herbert Kienzle übertragen.

## Weitere Entwicklung im Nationalsozialismus und Weltkrieg

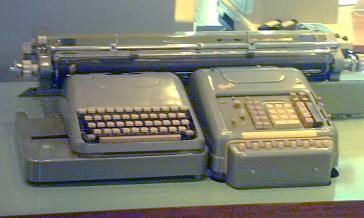
Eine Kienzle-Buchungsmaschine, Klasse 200

Nach den Krisenjahren während der Weltwirtschaftskrise erlebte Kienzle Apparate in den Jahren des Nationalsozialismus und im Zweiten Weltkrieg einen ersten Boom. Die Mitarbeiterzahl stieg auf über 1.000 an, darunter befanden sich in der zweiten Kriegshälfte auch zahlreiche Zwangsarbeiter. Das Unternehmen wurde Teil der deutschen Kriegswirtschaft. Die Wehrmacht war Hauptabnehmer der zivilen Produkte (Tachographen) und Auftraggeber für Rüstungsprojekte. Bei Kienzle Apparate wurden v. a. Regler für Flugzeugmotoren gefertigt, in der zweiten Kriegshälfte ging das Unternehmen zu eigenen Entwicklungen für die Wehrmacht über.

## Boom in der Nachkriegszeit

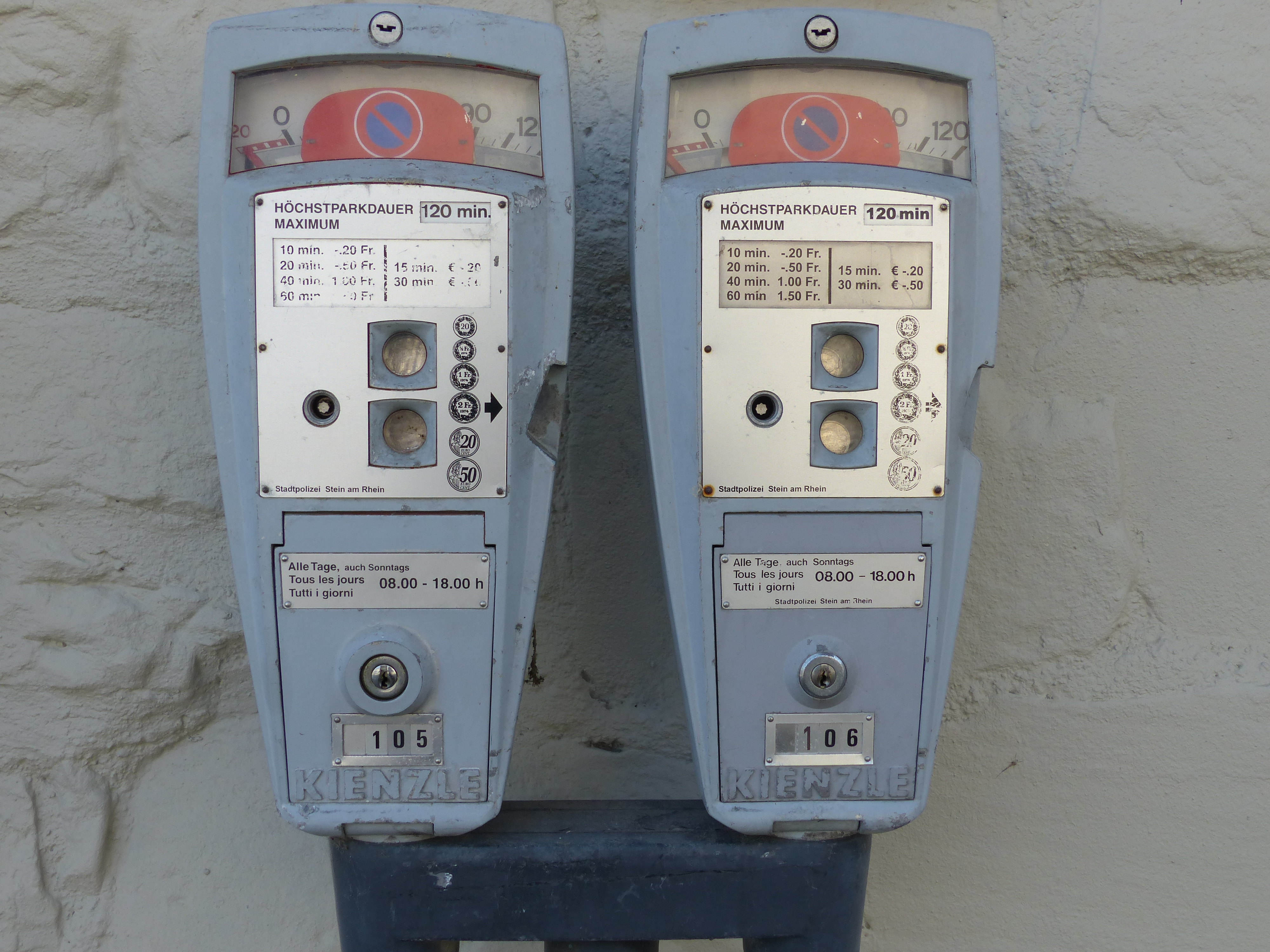
Kienzle Parkuhren

In der Nachkriegszeit waren es zwei Entwicklungen, die den erneuten Aufstieg der Kienzle Apparate GmbH bewirkten. Zum einen war es der Durchbruch zur automobilen Gesellschaft in der Bundesrepublik Deutschland, der das Geschäft mit automobilen Instrumenten anschob. Gerade das Geschäft mit Tachographen für Nutzfahrzeuge (LKWs und Busse) erreichte damit neue Dimensionen. In diesen Zusammenhang gehört auch die Einführung von Parkuhren, zu deren bedeutendsten Herstellern die Firma seit den 1950er-Jahren gehörte.
Zum anderen baute das Unternehmen mit der Produktion von Büromaschinen und später Computern ein zweites großes Geschäftsfeld auf. Kienzle Apparate gehörte damit nicht nur zu den wichtigen deutschen Anbietern von mechanischen Buchungsmaschinen, sondern war eines der Pionierunternehmen in der Einführung kleiner Computeranlagen für kommerzielle Büroanwendungen. In den Jahren ab 1963 gab es enge Kooperationen und mehrere – letztlich gescheiterte – Verhandlungen bzgl. eines Zusammenschlusses mit Nixdorfs Labor für Impulstechnik. Neben Nixdorf oder Triumph-Adler gehörte Kienzle damit ab Ende der 1960er Jahre zu den großen Anbietern von Computersystemen der Mittleren Datentechnik. In dieser Zeit wurde das Unternehmen von Jochen und Herbert Kienzle, den beiden Söhnen des Unternehmensgründers geleitet.

Kienzle Logo und Postanschrift in den 1960er Jahren

## Vom Familienunternehmen zur Konzerntochter
Der wirtschaftliche Druck im Computergeschäft zwang die Eigentümerfamilie 1981/82 dazu, ihr Unternehmen an die Mannesmann AG zu verkaufen. Als Mannesmann Kienzle GmbH erlebte das Unternehmen in den 1980er-Jahren einen erneuten Boom mit beiden großen Geschäftsfeldern. Zum 1. Januar 1991 wurde die Computersparte an den US-Konzern Digital Equipment Corporation verkauft. Die neue Firma Digital-Kienzle Computersysteme GmbH & Co. KG überlebte aber die tiefe Krise des Mutterkonzerns nicht, sodass die Geschichte des Kienzle-Computers Mitte der 1990er-Jahre endete. Auch dem Versuch einer Fortführung in der Mitarbeiterfirma DITEC Informationstechnologie GmbH & Co. KG war kein Erfolg beschieden.
Der Automotive-Teil wurde ab 1991 von Mannesmann weitergeführt. Er wurde schrittweise mit VDO zusammengeführt und bildete mit diesem zusammen die Unternehmensgruppe Mannesmann VDO. Mit der Zerschlagung der Mannesmann AG durch Vodafone im Jahr 2000 wurde dieser komplette Geschäftsbereich an den Siemens-Konzern weiterverkauft und arbeitete in den Jahren bis 2007 als Siemens VDO. Im Dezember 2007 erwarb der Continental-Konzern die Siemens VDO Automotive AG.
Mittlerweile ist der Villinger Teil der Continental Automotive GmbH für die LKW-Sparte zuständig. Hier werden heute Tachographen (DTCO), die Maut-OBU, Kombiinstrumente für LKW, Busse und Traktoren, Steuergeräte, und ganze Fahrer-Arbeitsplätze für Busse produziert.

## Projekt zur Unternehmensgeschichte
Im Jahr 2011 veröffentlichte der Wirtschaftswissenschaftler und Historiker Armin Müller eine umfassende Unternehmensgeschichte zu Kienzle Apparate, die das Ergebnis eines Projektes mit ehemaligen Managern und Führungskräften in Kooperation mit der Arbeitsgruppe Wirtschaftsgeschichte an der Universität Konstanz darstellt. Im Projekt wurde erarbeitet, wie das Unternehmen mit der Stadt und der Region Schwarzwald-Baar verflochten und verankert war, wie es gleichzeitig aber auch zum Großunternehmen mit nationaler und internationaler Ausstrahlung entwickelt wurde. Man erfährt im Buch nicht nur die wesentlichen Faktoren dieser Entwicklung, sondern auch viel zur Unternehmerfamilie Kienzle, zu Managern und Mitarbeitern, zu den Produkten und zu Innovationsprozessen in den unterschiedlichen Entwicklungsphasen. Es wurde sowohl in der regionalen Öffentlichkeit als auch breit in der überregionalen Presse und Fachöffentlichkeit als „gut lesbar“, „informativ“ und „spannend“ gelobt. Aufgrund des Erfolges erschien 2014 eine zweite Auflage der Studie.